# Клейнмонд
Клейнмонд (африк. и англ. Kleinmond) — небольшой город на юго-западе Южно-Африканской Республики, на территории Западно-Капской провинции. Входит в состав района Оферберх. Является частью местного муниципалитета Оферстранд.

## История
Поселение, из которого позднее вырос город, было возведено в статус тауншипа в 1929 году. В 1959 году Клейнмонд получил статус муниципалитета.

## Географическое положение
Город расположен в южной части провинции, на побережье бухты Сандаун Атлантического океана, на расстоянии приблизительно 40 километров (по прямой) к юго-востоку от Кейптауна, административного центра провинции. Абсолютная высота — 0 метров над уровнем моря.

## Климат
Климат города субтропический средиземноморский. Среднегодовое количество осадков — 747 мм. Наибольшее количество осадков выпадает в период с апреля по октябрь. Средний максимум температуры воздуха варьируется от 15,8 °C (в июле), до 25,5 °C (в феврале). Самым холодным месяцем в году является июль. Средняя минимальная ночная температура для этого месяца составляет 7 °C.

## Население
По данным официальной переписи 2011 года, население Клейнмонда составляло 6634 человека, из которых мужчины составляли 50,06 %, женщины — соответственно 49,94 %. В расовом отношении белые составляли 36,34 % от населения города, негры — 34,79 %, цветные — 27,63 %, азиаты (в том числе индийцы) — 0,33 %, представители других рас — 0,9 %. Наиболее распространёнными среди горожан языками были: африкаанс (60,13 %), коса (25,53 %), английский (7,56 %) и сесото (3,23 %).

## Транспорт
Через город проходит региональное шоссе R44. Ближайший аэропорт расположен в городе Херманус.